# 4 mars 1837
Le 4 mars 1837 est le 63e jour de l'année 1837 du calendrier grégorien. Il s'agit d'un samedi. 

## Événements
- Martin Van Buren devient président des États-Unis. Il succède à Andrew Jackson
- Richard Mentor Johnson devient vice-président des États-Unis.
- Le 25e Congrès (en) des États-Unis commence à siéger. La session spéciale inaugurale dure jusqu'au 10 mars 1837
- L'État d'Illinois accorde une charte à la ville de Chicago, qui peut ainsi se constituer en municipalité.[réf. nécessaire]
- Frederick Adam n'est plus gouverneur de Madras

## Cours de la bourse
| Valeur              | Ouverture | Clôture | Plus haut | Plus bas |
| ------------------- | --------- | ------- | --------- | -------- |
| 5 %, fin courant    | 79,60     | 79,55   | 79,60     | 79,45    |
| 3 %, fin courant    | 109,78    | 109,65  | 109,75    | 109,65   |
| Naples, fin courant | 99        | 99      | 99,05     | 98,05    |

Selon le bulletin financier du Journal des Débats, « Il y a eu de l’activité dans les affaires sur nos fonds ; leurs cours ont conservé pendant toute la Bourse leur précédente tendance à la baisse. ».

## Naissances
- Henri Maret, journaliste et homme politique français

## Décès
- François de Mouxy de Loche, militaire, entomologiste et archéologue savoyard.